# Châteaudun
Châteaudun /ʃatoˈdœ̃/, in italiano antico Castelduno, è un comune francese di 13 259 abitanti, sottoprefettura, capoluogo di uno dei quattro arrondissement del dipartimento (provincia) dell'Eure-et-Loir, nella regione del Centro-Valle della Loira. La città era nota in italiano con il nome Castelduno o Castelloduno.

## Storia

### Simboli
Lo stemma del comune si blasona:
Lo stemma con i tre crescenti appare già in un'illustrazione della Cosmographie universelle de tout le monde di François de Belleforest del 1575.
La città di Châteaudun fu decorata con la Legion d'onore il 3 ottobre 1877 a seguito dell'eroica difesa della città nell'ottobre del 1870, nel corso della guerra franco-prussiana, quando circa 1 200 franchi tiratori e truppe della Terza Repubblica francese si opposero a una divisione prussiana dieci volte più numerosa.
Il motto latino Extincta revivisco ("rinasco dalle ceneri"), sottolinea la capacità di rinascita della città dopo il terribile incendio del 20 giugno 1723 e i devastanti bombardamenti subiti durante la seconda guerra mondiale.

## Monumenti e luoghi d'interesse

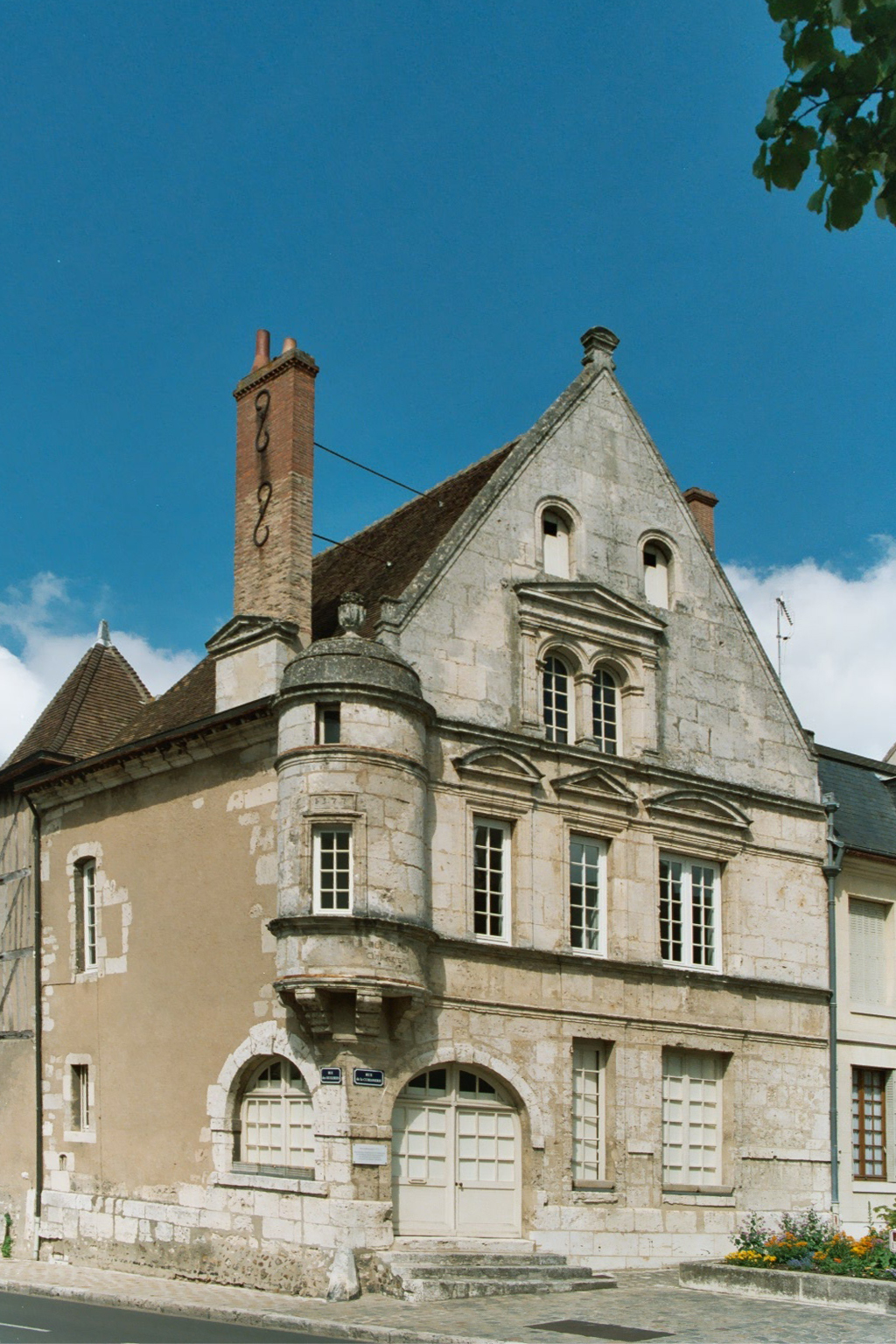
Casa Rinascimentale

- Castello di Châteaudun
- Chiesa di Saint-Valérien
- Chiesa della Madeleine
- Chiesa di Saint-Jean-de-la-Chaîne
- Museo di storia naturale
- Grotte del Foulon

### Architetture religiose

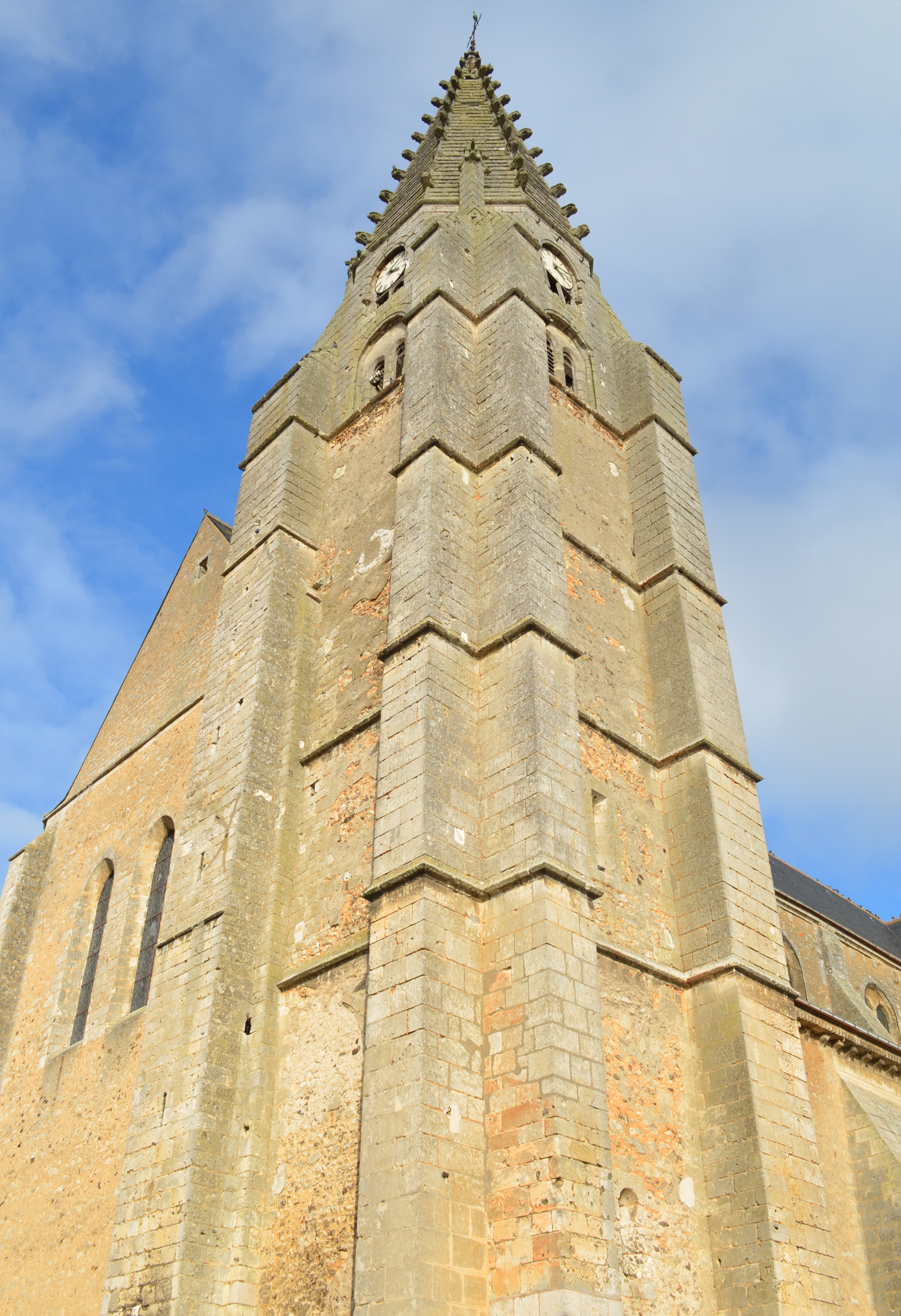
Chiesa di Saint-Valérien
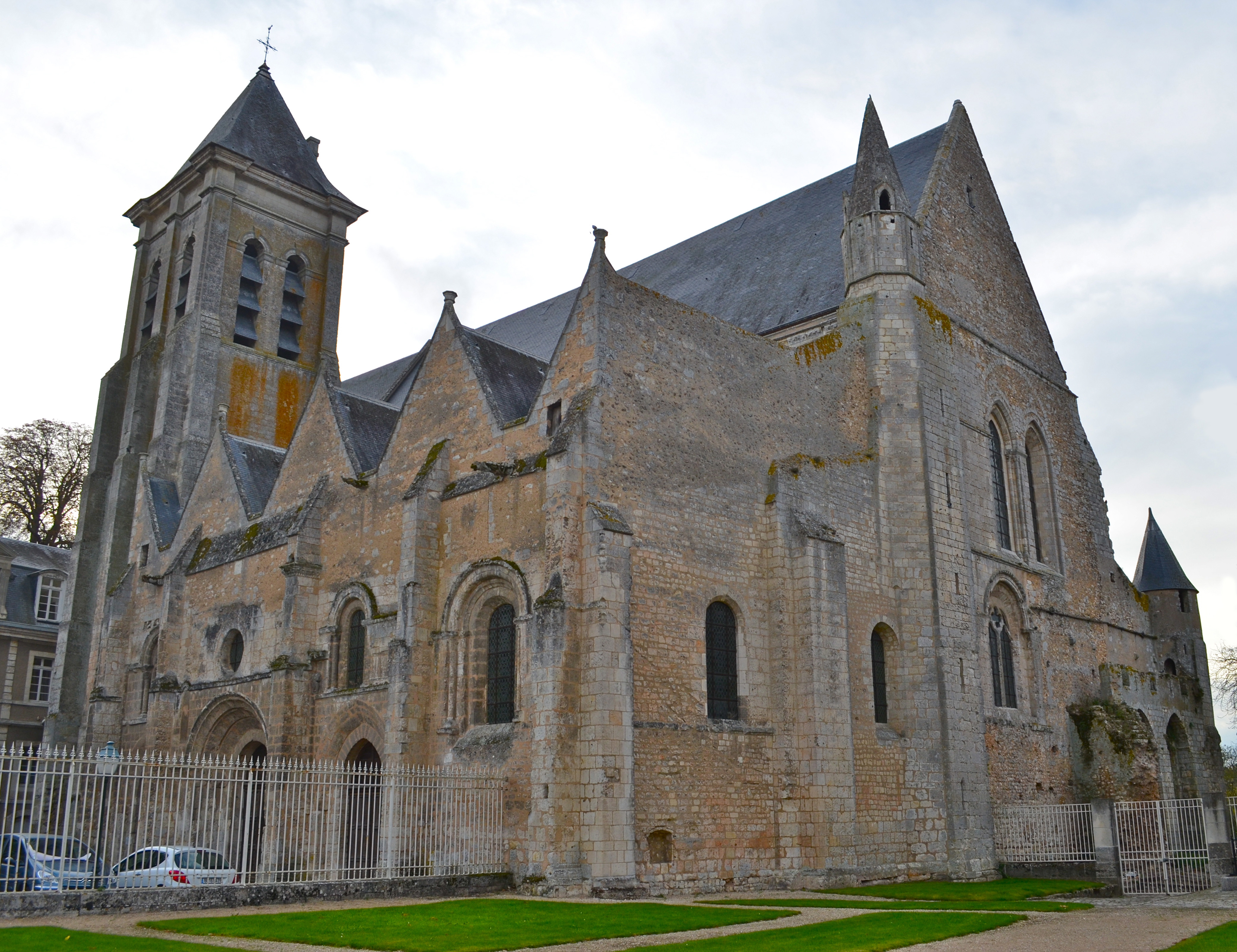
Chiesa della Madeleine
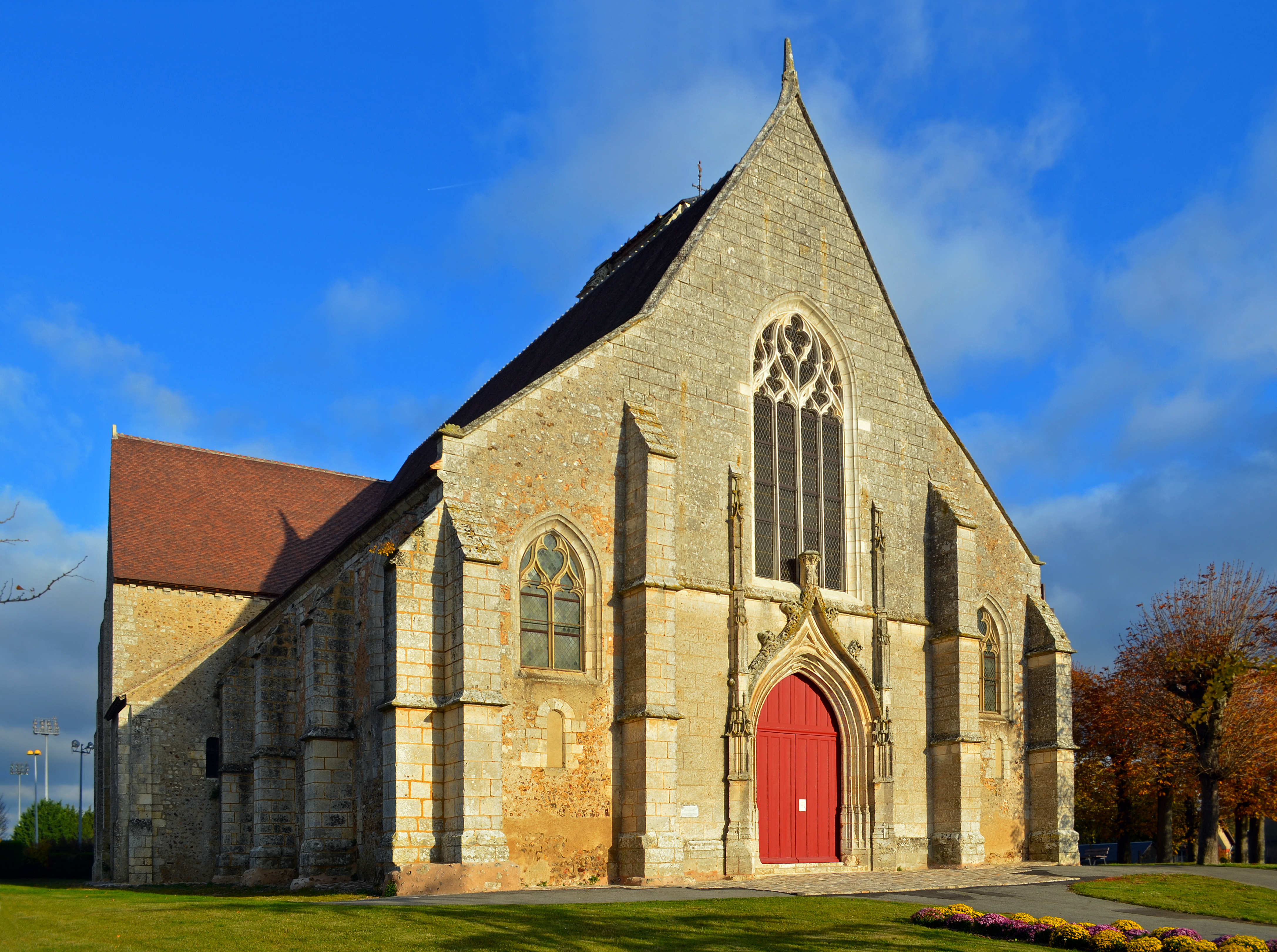
Chiesa di Saint-Jean-de-la-Chaîne
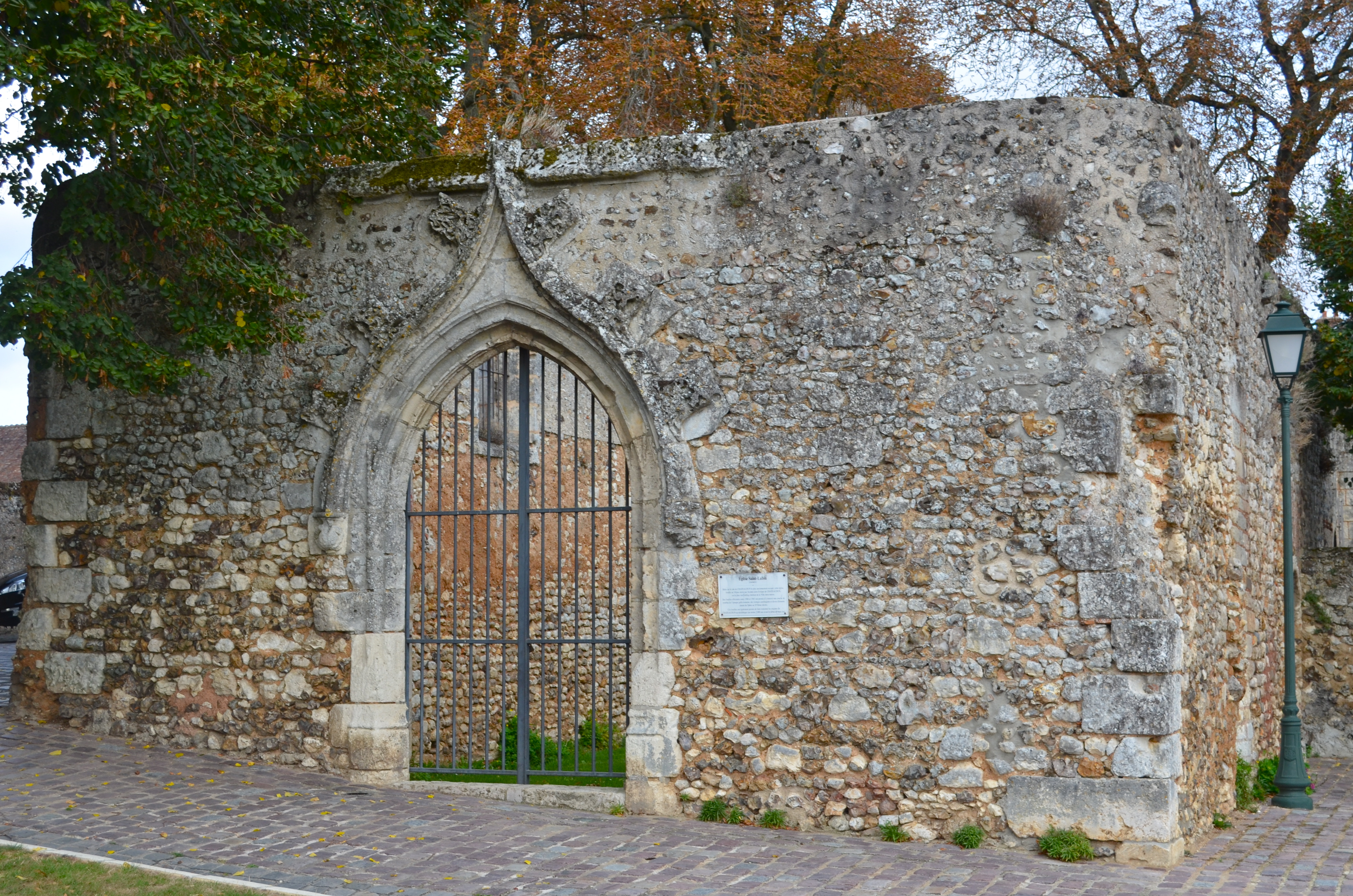
Saint-Lubin
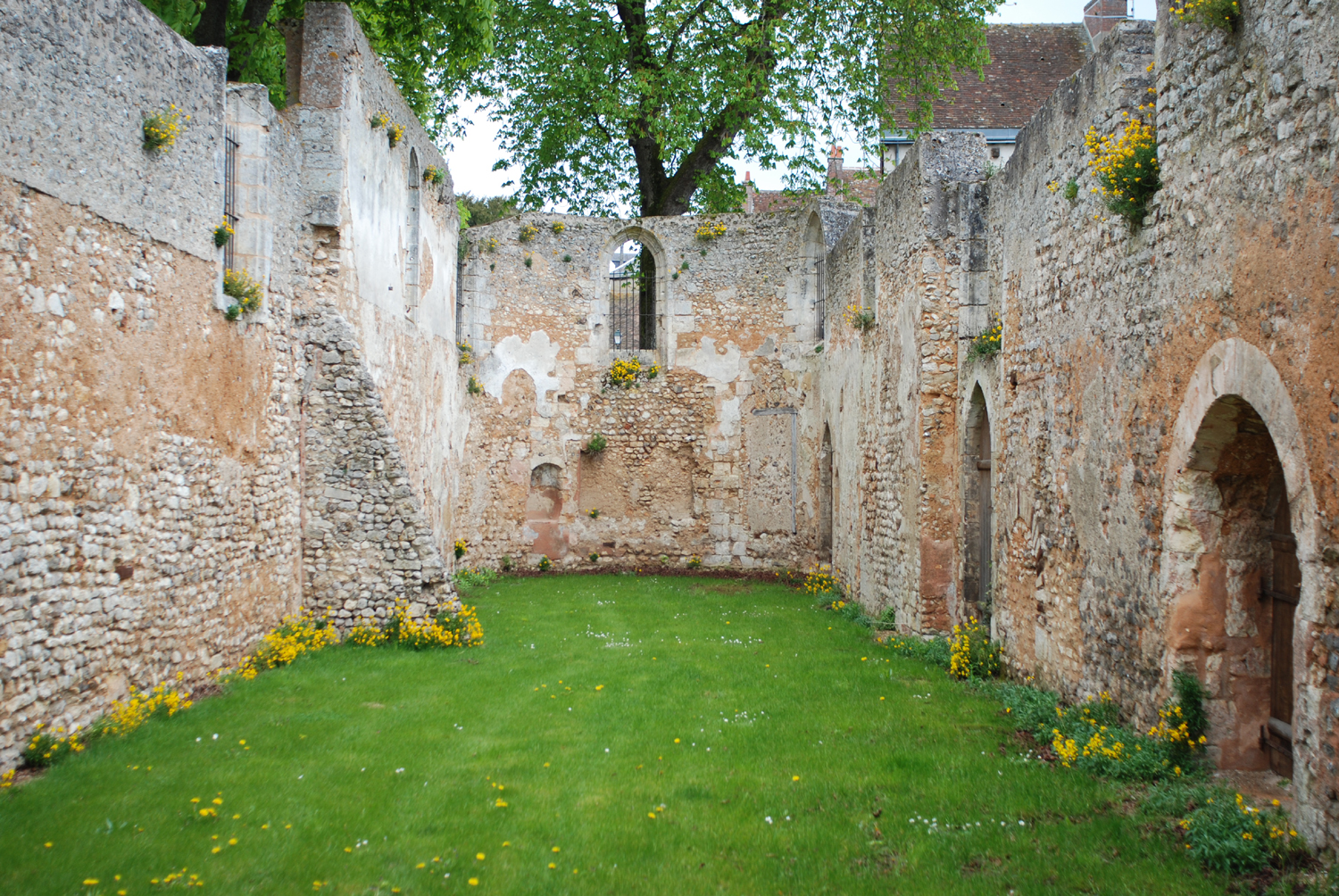
Saint-Lubin
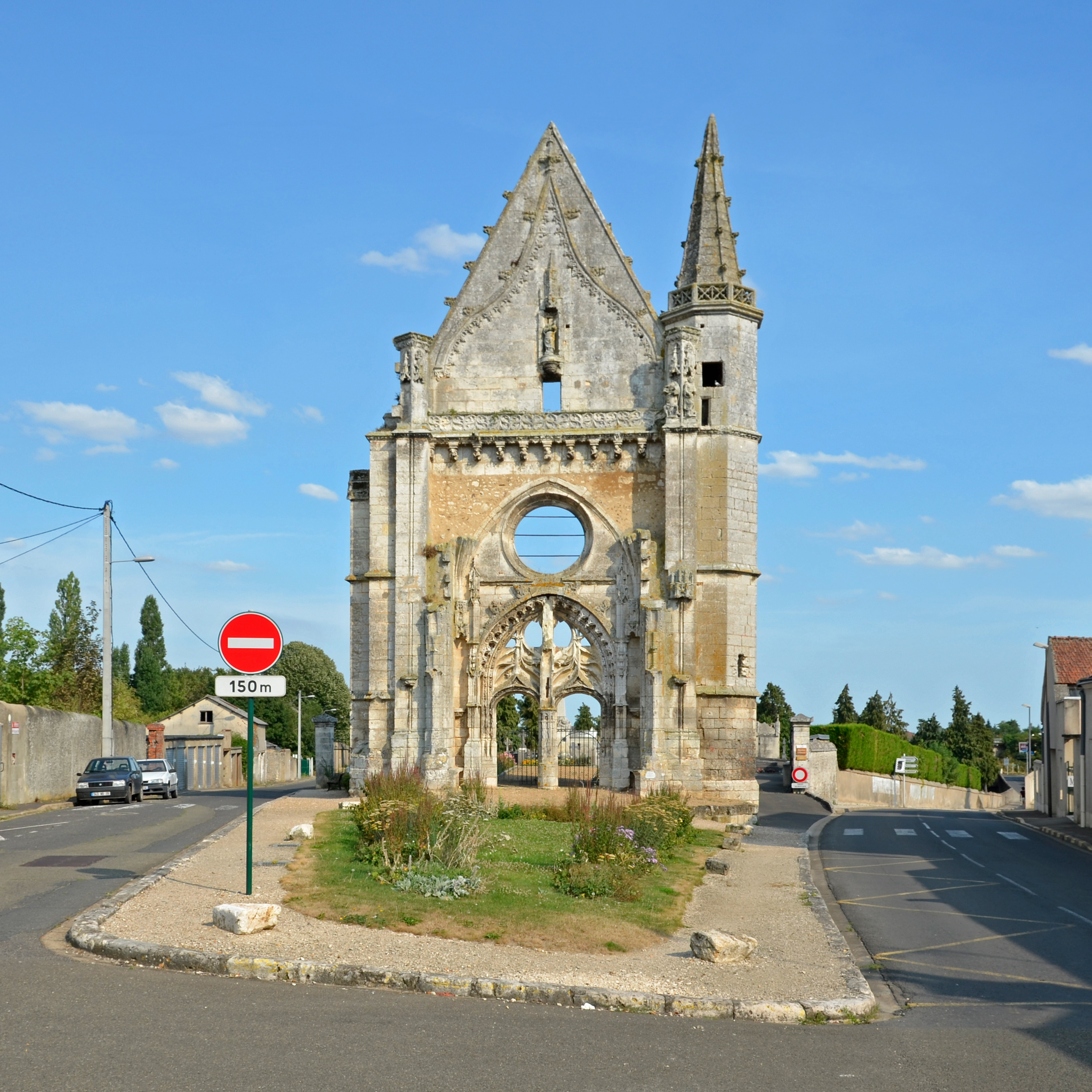
Notre-Dame-du-Champdé
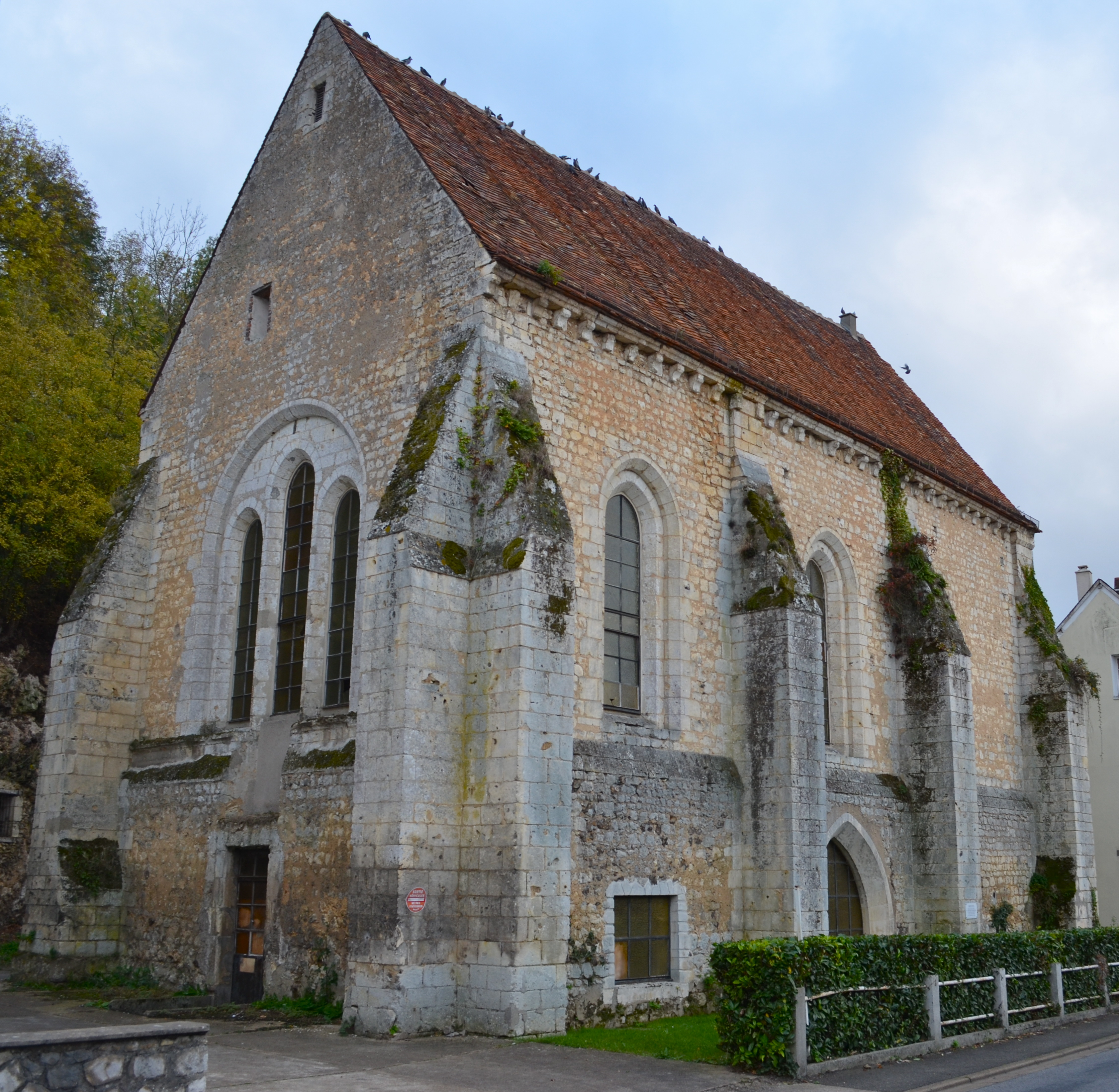
La Boissière

## Società

### Evoluzione demografica
Abitanti censiti

## Amministrazione

### Gemellaggi
- Schweinfurt, dal 1964
- Cap-de-la-Madeleine
- Marchena, dal 1994
- Arklow, dal 1983
- Kroměříž, dal 1970